# Dan zmage in domovinske hvaležnosti
Dan zmage in domovinske hvaležnosti (hrvaško Dan pobjede i domovinske zahvalnosti) je hrvaški državni praznik, ki ga Hrvati praznujejo 5. avgusta. Na ta dan se spominjajo operacije Nevihta, ki je leta 1995 končala vojno na Hrvaškem.